# Camaroptera chloronota
La camaróptera dorsiverde (Camaroptera chloronota) es una especie de ave paseriforme de la familia Cisticolidae propia de África occidental.

## Taxonomía
La camaróptera dorsiverde fue descrita por el ornitólogo alemán Anton Reichenow en 1895. La localización tipo de la especie es el bosque de Missahohe, del estado de África Occidental de Togo. Su epíteto específico chloronota proviene del griego khlōros, que significa «verde», y -nōtos que significa «dorso».
Se reconocen cinco subespecies:
- C. c. kelsalli Sclater, WL, 1927 – desde Senegal a Ghana
- C. c. chloronota Reichenow, 1895 – desde Togo a Camerún, Gabón y Congo
- C. c. granti Alexander, 1903 – isla Bioko
- C. c. kamitugaensis Alexandre Prigogine, 1961 – este de la República Democrática del Congo
- C. c. toroensis (Frederick John Jackson, 1905) – República Centroafricana y sector central de la República Democrática del Congo hasta el suroeste de Kenia y noroeste de Tanzania (a veces considerada una especie separada)[7]

## Distribución y hábitat
Se le encuentra en Benín, Camerún, República Centroafricana, República del Congo, República Democrática del Congo, Costa de Marfil, Guinea Ecuatorial, Gabón, Gambia, Ghana, Guinea, Kenia, Liberia, Mali, Nigeria, Ruanda, Senegal, Sierra Leona, Sudán del Sur, Tanzania, Togo y Uganda.
Su hábitat natural son los bosques húmedos tropicales de tierras bajas, bosques montanos tropicales, y  zonas de arbustos húmedos tropicales.
Suele volar en bandadas conformadas por 50 a 100 ejemplares, no realiza migraciones intercontinentales.